# Ann Wolff

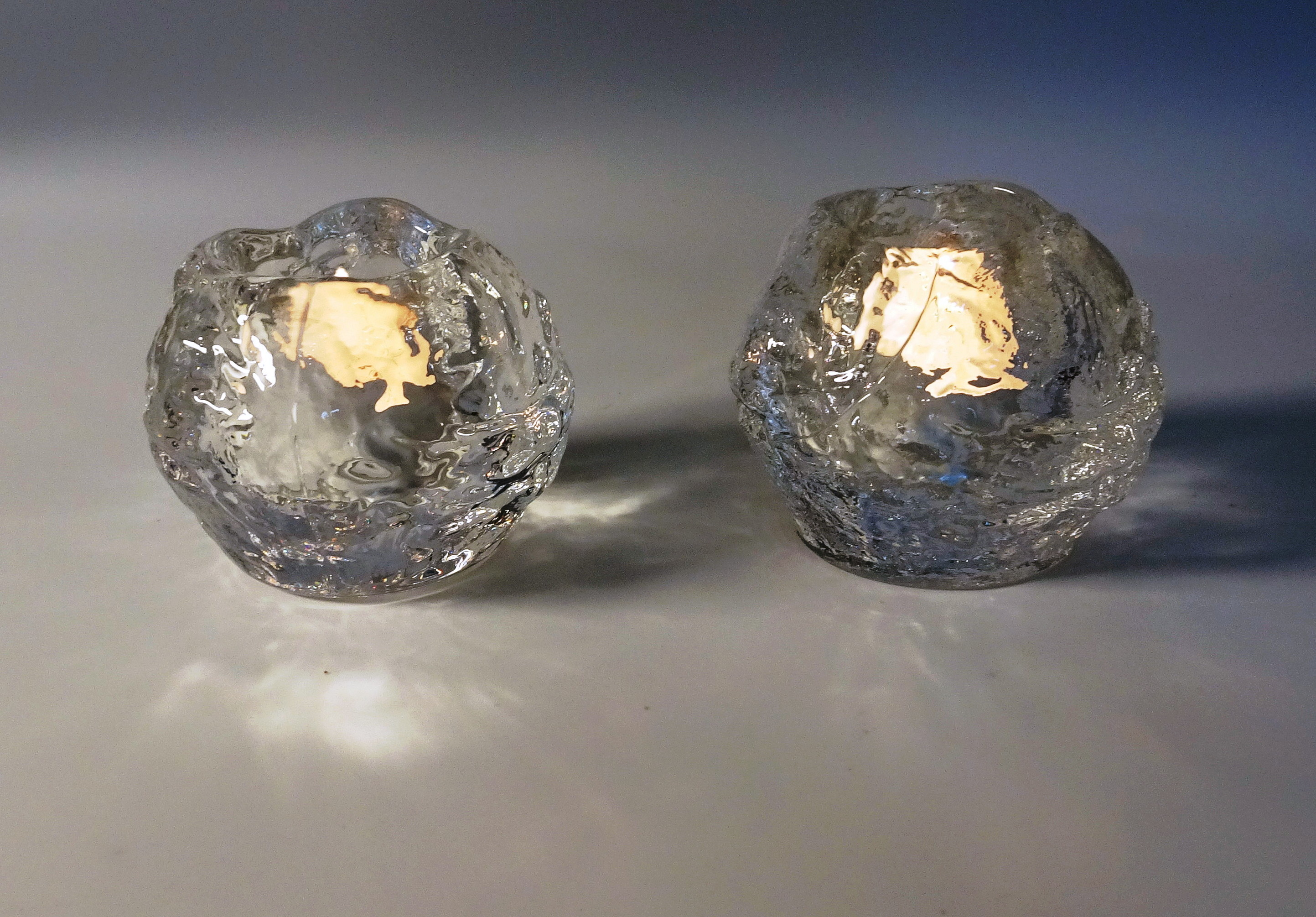
Ann Wolffs lykta "Snöboll"

Anneliese Wolff, känd som Ann Wärff under åren 1960–1985 och därefter Ann Wolff, ogift Schaefer, född 26 februari 1937 i Lübeck i Tyskland, är en tysk-svensk konstnär, grafiker, målare och professor.

## Biografi
Ann Wolff är dotter till lärarna Bruno Schaefer och Lore Wolff-Gorki. Hon studerade vid Hochschule für Gestaltung Ulm i Tyskland 1958–1960 och genom självstudier under resor till Frankrike. Tillsammans med sin förste man Göran Wärff tilldelades hon 1967 ett konstnärsstipendium. 
Hon verkade tillsammans med Göran Wärff som formgivare vid Pukebergs glasbruk från 1960. Han arbetade med glas, var grafisk formgivare och tog bland annat fram Pukebergs glasbruks logotyp. Från 1964 arbetade paret under Erik Rosén på Kosta glasbruk, (från 1975 Kosta Boda). De fick 1968 Lunningpriset för sitt formgivna bruksglas, bland annat servisserien Brava. År 1973 formgav hon den storsäljande ljuslyktan Snöbollen. Enligt kontraktet med Kosta Boda upphörde hennes upphovsrättsersättning från Snöbollen efter 10 år. Wolf stämde Orrefors Kosta Boda 2023 för retroaktiv ersättning för upphovsrätt; Gotlands tingsrätt avvisade dock hennes stämning året därpå.
Sedan 1978 har hon arbetat med studioglas. Hon drev 1979–1983 Stenhytta Glasstudio i Transjö i närheten av Kosta tillsammans med glasblåsarmästaren Wilke Adolfsson och grundade 1982 Transjö Hytta tillsammans med Jan-Erik Ritzman, Sven-Åke Carlsson och Dirk Bimberg. Hon utgav 1963 barnboken Plimse som var illustrerad med ett flertal linoleumsnitt. Separat ställde hon bland annat ut på Form i Malmö och Varbergs museum och hon medverkade i ett flertal konsthantverksutställningar på bland annat Liljevalchs konsthall, Röhsska konstslöjdmuseet och i Malmö, Karlstad och Norrköping.
Hon var professor i formgivning vid Hochschule für bildende Künste Hamburg 1993–1998. Wolff finns representerad vid Nationalmuseum i Stockholm och Röhsska museet, Göteborgs konstmuseum l Göteborg, Örebro läns museum, Kalmar konstmuseum och Malmö museum.
Åren 1960–1972 var hon gift med Göran Wärff (1933–2022) och från 1991 med ingenjören Dietrich "Dirk" Bimberg (född 1940), som hon sammanlevt med sedan 1972. Hon är i första giftet mor till skulptören Hanna Wärff Radhe (född 1961) och grafiska formgivaren Amanda Wärff (född 1963) samt har med sin andre man dottern författaren Pauline Wolff (född 1971).